# Occhio di bue (biscotto)
L'occhio di bue è un tipico biscotto della tradizione italiana composto da due strati di pasta frolla rotondi tra i quali viene inserita marmellata o crema spalmabile al cioccolato. Lo strato superiore di pasta frolla ha un buco al centro il quale permette di vedere il ripieno.

## Origine
L'occhio di bue è un dolce tipico del Trentino-Alto Adige, in particolare della zona superiore ossia quella dell'Alto Adige, dove era solito realizzare questi biscotti con la confettura di albicocche.

## Etimologia
L'espressione "occhio di bue", sia per le uova cucinate con questa tecnica che per i biscotti, sta a riprendere la fisionomia del grande occhio dell'omonimo animale.

## Ricetta[3]

### Ingredienti
Per 22 biscotti occorrono:
Per la frolla:
- 500 g di burro
- 8 tuorli
- 1 baccello di vaniglia
- 1 kg di farina 00
- 400 g di zucchero a velo

Per il ripieno: 
- 100 g di confettura di albicocche
- 100 g di marmellata di prugne
- 100 g di Nutella

n.b. si può scegliere il ripieno che si preferisce nelle desiderate quantità.

### Procedimento
Bisogna realizzare inizialmente la frolla. Il burro va portato a temperatura ambiente, fatto in piccoli pezzi e unito insieme alla farina in un mixer. Una volta raggiunto un composto farinoso lo si trasferisce in un contenitore capiente dove vanno uniti tutti i tuorli, la vaniglia, lo zucchero a velo setacciato e un pizzico di sale. Uniti gli ingredienti l'impasto deve diventare omogeneo ed essere lavorato su un piano fino a che non raggiunge una consistenza più o meno elastica. Soddisfatta questa caratteristica, avvolgere la pasta frolla in una pellicola e riporla in frigorifero per circa 30 minuti. Una volta trascorso il tempo tirare fuori il composto, dividerlo i due parti e stenderlo su un piano da lavoro con della farina (per evitare che la frolla si attacchi). Raggiunto lo spessore di mezzo centimetro con una parte ricaviamo 22 cerchi (o la forma desiderata) di circa 10cm di diametro. Con l'altra parte andiamo a realizzare di nuovo 22 cerchi (o sempre la forma desiderata) di 10cm di diametro a cui poi andiamo a fare un foro al centro con una formina rotonda di diametro 4,5cm circa. Riporre i biscotti su una teglia con carta forno e cuocerli a forno preriscaldato a 180° per 15 minuti. Una volta che hanno raggiunto un aspetto dorato tirarli fuori dal forno e farli raffreddare. Quando si saranno raffreddati sul disco intero va spalmato il ripieno che si desidera (non troppo liquido, ma abbastanza denso affinché tenga ben uniti due biscotti) e poi collocato il biscotto con il buco sopra. Per renderli più dolci si può anche aggiungere una spolverata di zucchero a velo.

### Conservazione
I biscotti vanno conservati massimo una settimana in un tipico contenitore di latta o vetro.

## Varianti
L'occhio di bue può avere la frolla di diverse forme, ad esempio a cuore o a fiore. 
Può avere anche differenti ripieni dalla marmellata o confettura di ogni tipo alla Nutella o crema di pistacchio.
Un'altra variante consiste nell'immergere la parte forata nel cioccolato, lasciarlo solidificare e dopo di che riporlo sull'altro.